# Quemel Farías
Quemel Edgardo Farías Mancilla (Santiago, Chile, 1 de julio de 1963) es un exfutbolista y entrenador chileno. Jugaba de portero y era reconocido por su mostacho. 

## Trayectoria

### Como jugador
Se desarrolló en las divisiones inferiores de Jesús Herrera y Estudiantes Unidos de La Serena.Como jugador profesional, comenzó su carrera defendiendo los colores de Deportes Aviación en la Primera División de Chile entre 1980 y 1981. Entre 1982 y 1987 jugó para Cobreloa, donde tuvo un paso exitoso tanto a nivel nacional como internacional.En 1986 tuvo un paso a préstamo en Audax Italiano, también en Primera División. Después de dos temporadas defendiendo la valla de Deportes Ovalle en la Primera B, se trasladó hacia Perú para unirse a Sporting Cristal en 1990, donde coincidió con sus compatriotas Carlos González como compañero y Eugenio Jara como entrenador.
De regreso en Chile, jugó para Cobresal en 1991, antes de fichar por Deportes La Serena, con quienes pasó 5 temporadas entre 1992 y 1996, alternando entre Primera y Primera B.
Su último club como jugador fue Deportes Arica durante 1997.

### Como entrenador
Se graduó y especializó como entrenador en instituciones como la European Association for Distance Learning, INAF, Universidad Católica del Norte, Instituto ESEFUL de Perú, A.T.F.A de Argentina, entre otros.
Como entrenador de diferentes escuelas de fútbol del Norte grande de Chile y de Taltal, es considerado como uno de los descubridores de Alexis Sánchez. También, dirigió durante 2010 al equipo de fútbol de la Minera Escondida, donde también trabajó.
Luego, trabajó como entrenador de las divisiones inferiores de Deportes Antofagasta y de la rama femenina del mismo equipo.En 2022, asumió la jefatura técnica del fútbol joven del conjunto puma.

## Clubes

### Como jugador
| Club                      | País  | Año       |
| ------------------------- | ----- | --------- |
| Deportes Aviación         | Chile | 1980-1981 |
| Cobreloa                  | Chile | 1982-1987 |
| → Audax Italiano (cedido) | Chile | 1986      |
| Deportes Ovalle           | Chile | 1988-1989 |
| Sporting Cristal          | Perú  | 1990      |
| Cobresal                  | Chile | 1991      |
| Deportes La Serena        | Chile | 1992-1996 |
| Deportes Arica            | Chile | 1997      |

### Como entrenador
| Club                            | País  | Año       |
| ------------------------------- | ----- | --------- |
| Deportes Antofagasta (femenino) | Chile | 2016-2019 |
| Deportes Antofagasta            | Chile | 2024      |

## Palmarés

### Como jugador

#### Campeonatos nacionales
| Título           | Club               | País  | Año  |
| ---------------- | ------------------ | ----- | ---- |
| Primera División | Cobreloa           | Chile | 1982 |
| Primera División | Cobreloa           | Chile | 1985 |
| Primera B        | Deportes La Serena | Chile | 1996 |